# Munderic
Munderic o Monderic fou un príncep franc de la primera meitat del segle VI que es va revoltar contra Teodoric I, rei d'Austràsia, reclamant el tron reial.

## Biografia
Cap a 534, va decidir no servir més al rei Teodoric, i va reagrupar al seu voltant una part del poble que li va prestar jurament, intentant fer-se reconèixer rei. Aquest va fer veure que acceptava i el va cridar a la cort oferint regnar conjuntament, però Munderic, prudent, es va fer fort a Vitry-le-Brûlé. El rei va enviar un contingent però no tenia màquines de setge que poguessin prendre la ciutat i el setge s'allargava. Un enviat de Teodoric, Aregesil, va anar llavors a la ciutat i va convidar als rebels a sortir de la ciutat abans d'acabar els queviures, a canvi de salvar la vida, però quan van sortir els soldats del rei els van començar a massacrar; Munderic en veure la traïció va matar a Aregesil i va decidir presentar batalla en el curs de la qual va morir matant.
Segons el relat de Gregori de Tous (Vegeu a "Fonts") les seves pretensions al tron semblaven fundades; una part del poble li presta jurament, el que no hauria fet per a un impostor, i també perquè Teodoric li va reconèixer la condició reial i proposa fins i tot partir el regne.
Al segle XIIe, la Vita Gundulfi dona algunes indicacions sobre la seva descendència (procedents del parricida Cloderic i el pare de sant Gundulf i de Bodogisel. S'hi nota una confusió entre dos Bodogisel, el germà de Gundulf i el pare presumpte de Sant Arnulf): 
| «               | Gundulf, fill del plorat Munderic, al que el rei Teodoric va fer matar, fou gran al regne d'Austràsia però més gran i nés noble davant Dèu. Fou criat amb el duc Bodogisel, son germà, al palau del rei Clotari I; mentre era cobert d'honors pel rei Teodebert I, li va dir a la seva vellesa a Arnulf, fill de Bodogisel: escolt'em, nebot estimat. El judici de Déu va començar quan va permetre que Mundertic morís per l'espasa, el, el fill del parricida Cloderic. Preguem a Crist que allunyi dels nostres caps la còlera doncs el Tot Poderós va dir: Jo castigaré les vostres iniquitats fins a la tercera i quarta generació. Al final del segle va abraçar la vida monàstica i després de la mort de Monulphus, com que ja tenia 76 anys, fou elegit per tots els habitants de Tongres, u consagrat bisbe | » |
| — Vita Gundulfi | |   |

.
Aquest testimoniatge, tardà, no és sempre acceptat; cal considerar que les indicacions genealògiques són en contradicció completa amb la genealogia de sant Arnulf universalment acceptada a l'Edat Mitjana que feia d'aquest darrer el fill d'Arnoald. Ara bé un falsari d'aquest temps intenta més aviat barrejar veritat amb els elements falsos, i un tal document no l'hauria pogut que perjudicar. De fet, Gundulf de Tongres fou el bisbe de Tongres, una diòcesi que era llavors objecte dels atacs dels frisons i que va haver de transferir la seva seu moltes vegades: a Maastricht, primer, i després a Leija. Settipani pensa que és raonable suposar que dels documents s'haurien perdut en el transcurs d'una de les transferències abans de ser descoberts al segle xii i servir de base a la Vita Gundulfi.

## la seva família
Vegeu: Arnulfians

### Filiació
Sembla segur pel relat de Gregori de Tours, que Munderic era un descendent dels reis de Colònia, dels quals els dos representants coneguts són Sigebert el Coix i el seu fill Cloderic. Christian Settipani considera que cronològicament, Mundéric pot que ser fill de Cloderic, mort el 508.
Aquest parentiu explicaria les pretensions de Munderic: 
- A la mort de Cloderic (508), Gregori de Tours explica que els francs ripuaris van escollir Clodoveu I com a rei: efectivament, fins i tot si Mundéric era fill de Cloderic, era llavors massa jove per regnar.

- A la mort de Clodoveu, el 511, no hi va haver opció de tria, d'una banda perquè Munderic seguia sent encara massa jove, d'altra banda perquè els fills de Clodoveu no desitjaven veure una part del regne franc escapar-los de les mans. El regne de Colònia fou definitivament integrat dins del regne d'Autràsia, el qual Teodoric va heretar

- Ja adult vers el 534, Munderic intenta llavors fer valer els seus drets.[1]

### Fills
Segons la Vita Gundulfi, va tenir com a fills:
- Gundulf († 607) virei d'Austràsia i bisbe de Tongres vers 600.[5]
- Bodogisel, identificat amb un homònim patrici de Provença, després duc a Austràsia, mort el 585.[6]

La Vita Gundulfi indica a més que sant Arnulf, bisbe de Metz i fill de Bodogisel, era el nepos de Gundulf. Per eliminació, aquest terme de nepos només pot que significar besnebot, i sembla doncs que Mummolí, comte a Soissons i avi patern de sant Arnulf seria un germà de Gundulf i, per tant, un tercer fill de Munderic.
Aquest Mummolí és conegut com a comte a Soissons i majordom del palau de Nèustria el 566, pare de Babó i Bodogisel, tots els dos ambaixadors a l'Imperi Romà d'Orient, el primer el 584, el segon el 589.

### Esposa
Cap document no anomena l'esposa de Munderic. Gregoire de Tours en la seva "Història dels Francs", explica que:
| « | Khildebert va enviar a Marsella a Gondulf, home de naixement senatorial, i que de domestic havia estat fet duc. Com no gosava travessar el regne de Gontran, va venir a Tours. Jo el vaig rebre amb amistat i el vaig reconèixer per a un oncle matern de la meva mare | » |

.
Fortunat, en la seva Vita Radegundis, menciona un Gundulf escollit bisbe de Metz el 591, però ràpidament reemplaçat per Agilulf. Encara que certs autors confonguin aquests Gundulf amb el seu homònim, el fill de Munderic, cal concloure l'existència de dos Gundulf o Gondulf:
- Gundulf, de race senatorial, duc a Austràsia, patrici de Provença de 581 a 583, bisbe de Metz el 591 i probablement mort poc després,[9]
- Gundulf, de race franca, virrei d'Austràsia el 595, bisbe de Tongres vers 600 i mort vers 607.

Una homonímia associada a una posició tan destacada dins el poder en un mateix regne és certament deguda a un parentiu proper, que no pot passar més que per les dones, ja que els dos homes són de races diferents. Cal suposar que la mare de Gundulf de Tongres era probablement germana de Gundulf de Metz.

### Síntesi genealògica
| Cloderic († 508) rei de Colònia       | Cloderic († 508) rei de Colònia       | Cloderic († 508) rei de Colònia       | Cloderic († 508) rei de Colònia       | Cloderic († 508) rei de Colònia       | Cloderic († 508) rei de Colònia       |  |  |                                 |                                 |                                 |                                 |                                                |                                                |                                                |                                                |                                                |                                                |                                |                                |                                                       |                                                       | Florentí bisbe de Ginebra (513)                       | Florentí bisbe de Ginebra (513)                       | Florentí bisbe de Ginebra (513)                       | Florentí bisbe de Ginebra (513)                       | Florentí bisbe de Ginebra (513) | Florentí bisbe de Ginebra (513) |  |  | Artèmia                        | Artèmia                        | Artèmia                        | Artèmia                        | Artèmia                        | Artèmia                        |  |  |                                 |                                 |                                 |                                 |                                 |                                 |  |  |  |  |  |  |  |  |  |  |  |  |  |  |  |  |  |  |
| Cloderic († 508) rei de Colònia       | Cloderic († 508) rei de Colònia       | Cloderic († 508) rei de Colònia       | Cloderic († 508) rei de Colònia       | Cloderic († 508) rei de Colònia       | Cloderic († 508) rei de Colònia       |  |  |                                 |                                 |                                 |                                 |                                                |                                                |                                                |                                                |                                                |                                                |                                |                                |                                                       |                                                       | Florentí bisbe de Ginebra (513)                       | Florentí bisbe de Ginebra (513)                       | Florentí bisbe de Ginebra (513)                       | Florentí bisbe de Ginebra (513)                       | Florentí bisbe de Ginebra (513) | Florentí bisbe de Ginebra (513) |  |  | Artèmia                        | Artèmia                        | Artèmia                        | Artèmia                        | Artèmia                        | Artèmia                        |  |  |                                 |                                 |                                 |                                 |                                 |                                 |  |  |  |  |  |  |  |  |  |  |  |  |  |  |  |  |  |  |
|                                       |                                       |                                       |                                       |                                       |                                       |  |  |                                 |                                 |                                 |                                 |                                                |                                                |                                                |                                                |                                                |                                                |                                |                                |                                                       |                                                       |                                                       |                                                       |                                                       |                                                       |                                 |                                 |  |  |                                |                                |                                |                                |                                |                                |  |  |                                 |                                 |                                 |                                 |                                 |                                 |  |  |  |  |  |  |  |  |  |  |  |  |  |  |  |  |  |  |
|                                       |                                       |                                       |                                       |                                       |                                       |  |  |                                 |                                 |                                 |                                 |                                                |                                                |                                                |                                                |                                                |                                                |                                |                                |                                                       |                                                       |                                                       |                                                       |                                                       |                                                       |                                 |                                 |  |  |                                |                                |                                |                                |                                |                                |  |  |                                 |                                 |                                 |                                 |                                 |                                 |  |  |  |  |  |  |  |  |  |  |  |  |  |  |  |  |  |  |
| Munderic († 532) pretendent austrasià | Munderic († 532) pretendent austrasià | Munderic († 532) pretendent austrasià | Munderic († 532) pretendent austrasià | Munderic († 532) pretendent austrasià | Munderic († 532) pretendent austrasià |  |  |                                 |                                 |                                 |                                 | NN                                             | NN                                             | NN                                             | NN                                             | NN                                             | NN                                             |                                |                                | Gundulf († 591) patrici de Provença                   | Gundulf († 591) patrici de Provença                   | Gundulf († 591) patrici de Provença                   | Gundulf († 591) patrici de Provença                   | Gundulf († 591) patrici de Provença                   | Gundulf († 591) patrici de Provença                   |                                 |                                 |  |  | NN                             | NN                             | NN                             | NN                             | NN                             | NN                             |  |  | sant Nicet († 573) bisbe de Lió | sant Nicet († 573) bisbe de Lió | sant Nicet († 573) bisbe de Lió | sant Nicet († 573) bisbe de Lió | sant Nicet († 573) bisbe de Lió | sant Nicet († 573) bisbe de Lió |  |  |  |  |  |  |  |  |  |  |  |  |  |  |  |  |  |  |
| Munderic († 532) pretendent austrasià | Munderic († 532) pretendent austrasià | Munderic († 532) pretendent austrasià | Munderic († 532) pretendent austrasià | Munderic († 532) pretendent austrasià | Munderic († 532) pretendent austrasià |  |  |                                 |                                 |                                 |                                 | NN                                             | NN                                             | NN                                             | NN                                             | NN                                             | NN                                             |                                |                                | Gundulf († 591) patrici de Provença                   | Gundulf († 591) patrici de Provença                   | Gundulf († 591) patrici de Provença                   | Gundulf († 591) patrici de Provença                   | Gundulf († 591) patrici de Provença                   | Gundulf († 591) patrici de Provença                   |                                 |                                 |  |  | NN                             | NN                             | NN                             | NN                             | NN                             | NN                             |  |  | sant Nicet († 573) bisbe de Lió | sant Nicet († 573) bisbe de Lió | sant Nicet († 573) bisbe de Lió | sant Nicet († 573) bisbe de Lió | sant Nicet († 573) bisbe de Lió | sant Nicet († 573) bisbe de Lió |  |  |  |  |  |  |  |  |  |  |  |  |  |  |  |  |  |  |
|                                       |                                       |                                       |                                       |                                       |                                       |  |  |                                 |                                 |                                 |                                 |                                                |                                                |                                                |                                                |                                                |                                                |                                |                                |                                                       |                                                       |                                                       |                                                       |                                                       |                                                       |                                 |                                 |  |  |                                |                                |                                |                                |                                |                                |  |  |                                 |                                 |                                 |                                 |                                 |                                 |  |  |  |  |  |  |  |  |  |  |  |  |  |  |  |  |  |  |
|                                       |                                       |                                       |                                       |                                       |                                       |  |  |                                 |                                 |                                 |                                 |                                                |                                                |                                                |                                                |                                                |                                                |                                |                                |                                                       |                                                       |                                                       |                                                       |                                                       |                                                       |                                 |                                 |  |  |                                |                                |                                |                                |                                |                                |  |  |                                 |                                 |                                 |                                 |                                 |                                 |  |  |  |  |  |  |  |  |  |  |  |  |  |  |  |  |  |  |
| Gundulf († 607) bisbe de Tongres      | Gundulf († 607) bisbe de Tongres      | Gundulf († 607) bisbe de Tongres      | Gundulf († 607) bisbe de Tongres      | Gundulf († 607) bisbe de Tongres      | Gundulf († 607) bisbe de Tongres      |  |  | Bodogisel († 585) duc i patrici | Bodogisel († 585) duc i patrici | Bodogisel († 585) duc i patrici | Bodogisel († 585) duc i patrici | Bodogisel († 585) duc i patrici                | Bodogisel († 585) duc i patrici                |                                                |                                                | Mummolí comte a Soissons (566)                 | Mummolí comte a Soissons (566)                 | Mummolí comte a Soissons (566) | Mummolí comte a Soissons (566) | Mummolí comte a Soissons (566)                        | Mummolí comte a Soissons (566)                        |                                                       |                                                       |                                                       |                                                       |                                 |                                 |  |  | Armentala x Florenci           | Armentala x Florenci           | Armentala x Florenci           | Armentala x Florenci           | Armentala x Florenci           | Armentala x Florenci           |  |  |                                 |                                 |                                 |                                 |                                 |                                 |  |  |  |  |  |  |  |  |  |  |  |  |  |  |  |  |  |  |
| Gundulf († 607) bisbe de Tongres      | Gundulf († 607) bisbe de Tongres      | Gundulf († 607) bisbe de Tongres      | Gundulf († 607) bisbe de Tongres      | Gundulf († 607) bisbe de Tongres      | Gundulf († 607) bisbe de Tongres      |  |  | Bodogisel († 585) duc i patrici | Bodogisel († 585) duc i patrici | Bodogisel († 585) duc i patrici | Bodogisel († 585) duc i patrici | Bodogisel († 585) duc i patrici                | Bodogisel († 585) duc i patrici                |                                                |                                                | Mummolí comte a Soissons (566)                 | Mummolí comte a Soissons (566)                 | Mummolí comte a Soissons (566) | Mummolí comte a Soissons (566) | Mummolí comte a Soissons (566)                        | Mummolí comte a Soissons (566)                        |                                                       |                                                       |                                                       |                                                       |                                 |                                 |  |  | Armentala x Florenci           | Armentala x Florenci           | Armentala x Florenci           | Armentala x Florenci           | Armentala x Florenci           | Armentala x Florenci           |  |  |                                 |                                 |                                 |                                 |                                 |                                 |  |  |  |  |  |  |  |  |  |  |  |  |  |  |  |  |  |  |
|                                       |                                       |                                       |                                       |                                       |                                       |  |  |                                 |                                 |                                 |                                 |                                                |                                                |                                                |                                                |                                                |                                                |                                |                                |                                                       |                                                       |                                                       |                                                       |                                                       |                                                       |                                 |                                 |  |  |                                |                                |                                |                                |                                |                                |  |  |                                 |                                 |                                 |                                 |                                 |                                 |  |  |  |  |  |  |  |  |  |  |  |  |  |  |  |  |  |  |
|                                       |                                       |                                       |                                       |                                       |                                       |  |  |                                 |                                 |                                 |                                 | Babó ambaixador a l'Imperi Romà d'Orient (585) | Babó ambaixador a l'Imperi Romà d'Orient (585) | Babó ambaixador a l'Imperi Romà d'Orient (585) | Babó ambaixador a l'Imperi Romà d'Orient (585) | Babó ambaixador a l'Imperi Romà d'Orient (585) | Babó ambaixador a l'Imperi Romà d'Orient (585) |                                |                                | Bodogisel († 589) ambaixador a l'Imperi Romà d'Orient | Bodogisel († 589) ambaixador a l'Imperi Romà d'Orient | Bodogisel († 589) ambaixador a l'Imperi Romà d'Orient | Bodogisel († 589) ambaixador a l'Imperi Romà d'Orient | Bodogisel († 589) ambaixador a l'Imperi Romà d'Orient | Bodogisel († 589) ambaixador a l'Imperi Romà d'Orient |                                 |                                 |  |  | Gregori († 594) bisbe de Tours | Gregori († 594) bisbe de Tours | Gregori († 594) bisbe de Tours | Gregori († 594) bisbe de Tours | Gregori († 594) bisbe de Tours | Gregori († 594) bisbe de Tours |  |  |                                 |                                 |                                 |                                 |                                 |                                 |  |  |  |  |  |  |  |  |  |  |  |  |  |  |  |  |  |  |
|                                       |                                       |                                       |                                       |                                       |                                       |  |  |                                 |                                 |                                 |                                 | Babó ambaixador a l'Imperi Romà d'Orient (585) | Babó ambaixador a l'Imperi Romà d'Orient (585) | Babó ambaixador a l'Imperi Romà d'Orient (585) | Babó ambaixador a l'Imperi Romà d'Orient (585) | Babó ambaixador a l'Imperi Romà d'Orient (585) | Babó ambaixador a l'Imperi Romà d'Orient (585) |                                |                                | Bodogisel († 589) ambaixador a l'Imperi Romà d'Orient | Bodogisel († 589) ambaixador a l'Imperi Romà d'Orient | Bodogisel († 589) ambaixador a l'Imperi Romà d'Orient | Bodogisel († 589) ambaixador a l'Imperi Romà d'Orient | Bodogisel († 589) ambaixador a l'Imperi Romà d'Orient | Bodogisel († 589) ambaixador a l'Imperi Romà d'Orient |                                 |                                 |  |  | Gregori († 594) bisbe de Tours | Gregori († 594) bisbe de Tours | Gregori († 594) bisbe de Tours | Gregori († 594) bisbe de Tours | Gregori († 594) bisbe de Tours | Gregori († 594) bisbe de Tours |  |  |                                 |                                 |                                 |                                 |                                 |                                 |  |  |  |  |  |  |  |  |  |  |  |  |  |  |  |  |  |  |
|                                       |                                       |                                       |                                       |                                       |                                       |  |  |                                 |                                 |                                 |                                 |                                                |                                                |                                                |                                                |                                                |                                                |                                |                                | sant Arnulf bisbe de Metz                             |                                                       |                                                       |                                                       |                                                       |                                                       |                                 |                                 |  |  |                                |                                |                                |                                |                                |                                |  |  |                                 |                                 |                                 |                                 |                                 |                                 |  |  |  |  |  |  |  |  |  |  |  |  |  |  |  |  |  |  |
|                                       |                                       |                                       |                                       |                                       |                                       |  |  |                                 |                                 |                                 |                                 |                                                |                                                |                                                |                                                |                                                |                                                |                                |                                |                                                       |                                                       |                                                       |                                                       |                                                       |                                                       |                                 |                                 |  |  |                                |                                |                                |                                |                                |                                |  |  |                                 |                                 |                                 |                                 |                                 |                                 |  |  |  |  |  |  |  |  |  |  |  |  |  |  |  |  |  |  |
|                                       |                                       |                                       |                                       |                                       |                                       |  |  |                                 |                                 |                                 |                                 |                                                |                                                |                                                |                                                |                                                |                                                |                                |                                | Carolingis                                            |                                                       |                                                       |                                                       |                                                       |                                                       |                                 |                                 |  |  |                                |                                |                                |                                |                                |                                |  |  |                                 |                                 |                                 |                                 |                                 |                                 |  |  |  |  |  |  |  |  |  |  |  |  |  |  |  |  |  |  |